# Lettomanoppello
Lettomanoppello é uma comuna italiana da região dos Abruzos, província de Pescara, com cerca de 3.090 habitantes. Estende-se por uma área de 15 km², tendo uma densidade populacional de 206 hab/km². Faz fronteira com Abbateggio, Manoppello, Pretoro (CH), Roccamorice, Scafa, Serramonacesca, Turrivalignani.

## Demografia
| Variação demográfica do município entre 1861 e 2011                               |
|                                                                                   |
| Fonte: Istituto Nazionale di Statistica (ISTAT) - Elaboração gráfica da Wikipedia |